# Verenigd Koninkrijk op het Eurovisiesongfestival 2000
Het Verenigd Koninkrijk nam deel aan het Eurovisiesongfestival 2000. Het land werd vertegenwoordigd door de zangeres Nicki French met het lied Don't play that song again

## Selectieprocedure
De nationale finale, A song for Europe, deed dienst als de selectieprocedure. Deze show werd gehouden op 20 februari 2000. Katy Hill presenteerde het programma.

## In Stockholm
In Zweden moest het Verenigd Koninkrijk aantreden als 3de, net na Nederland en voor Estland. Op het einde van de puntentelling bleek dat ze op een zestiende plaats was geëindigd met 28 punten.
België en Nederland gaven geen punten deze inzending.

### Gekregen punten

#### Finale
| 12 punten | 10 punten | 8 punten                      | 7 punten  | 6 punten          |
| --------- | --------- | ----------------------------- | --------- | ----------------- |
|           |           |                               |           | - Malta - Turkije |
| 5 punten  | 4 punten  | 3 punten                      | 2 punten  | 1 punt            |
|           | - Kroatië | - Cyprus - Letland - Roemenië | - Estland | - Israël          |

### Punten gegeven door Verenigd Koninkrijk

#### Finale
Punten gegeven in de finale:
| 12 punten | Denemarken |
| 10 punten | Ierland    |
| 8 punten  | Rusland    |
| 7 punten  | Letland    |
| 6 punten  | Zweden     |
| 5 punten  | Duitsland  |
| 4 punten  | Estland    |
| 3 punten  | Noorwegen  |
| 2 punten  | Malta      |
| 1 punt    | Oostenrijk |

1957 · 1958 · 1959 · 1960 · 1961 · 1962 · 1963 · 1964 · 1965 · 1966 · 1967 · 1968 · 1969 · 1970 · 1971 · 1972 · 1973 · 1974 · 1975 · 1976 · 1977 · 1978 · 1979 · 1980 · 1981 · 1982 · 1983 · 1984 · 1985 · 1986 · 1987 · 1988 · 1989 · 1990 · 1991 · 1992 · 1993 · 1994 · 1995 · 1996 · 1997 · 1998 · 1999 · 2000 · 2001 · 2002 · 2003 · 2004 · 2005 · 2006 · 2007 · 2008 · 2009 · 2010 · 2011 · 2012 · 2013 · 2014 · 2015 · 2016 · 2017 · 2018 · 2019 · 2020 · 2021 · 2022 · 2023 · 2024 · 2025